# Drive (ER)
Drive is de tweeëntwintigste aflevering van het tiende seizoen van de televisieserie ER, die voor het eerst werd uitgezonden op 13 mei 2004.

## Verhaal
Dr. Kovac is getuige van een auto-ongeluk waarin een moeder zwaar gewond raakt. Hij moet haar helpen bevrijden als zij met haar benen vastzit en na bevrijding begeleidt hij haar naar de SEH.
Dr. Rasgotra gaat naar de universiteit van Michigan voor haar vervolgstage. Al snel twijfelt of zij hier op de goede plek is en besluit dan om weer terug te keren naar Chicago, wetende dat zij zonder het afronden van haar stage geen licentie krijgt voor het uitvoeren van geneeskunde.
Dr. Jing-Mei komt werken met een blauw oog, dit zorgt ervoor dat haar collega’s zich zorgen gaan maken. Dr. Pratt ontdekt dat haar vader dit gedaan heeft.
Dr. Pratt ziet een bekende uit zijn jeugd, Elgin, die lijdt aan een hartaandoening. Hij maakt zich zorgen over zijn leefstijl en houdt hem in de gaten. Ondertussen heeft hij een nieuwe Chrysler 300C gekocht, als hij samen met Elgin en dr. Jing-Mei in de auto zit worden zij onderweg belaagd door een medeweggebruiker die hen beschiet. Dit zorgt ervoor dat zij in een rivier belanden, en terwijl zij zinken ontdekt dr. Pratt dat dr. Jing-Mei geraakt is door een kogel.
Dr. Weaver moet voor de rechter verschijnen als de voogdijzaak over Henry gaat beginnen.
Lockhart ontdekt ineens dat zij geslaagd is voor haar laatste examen en nu officieel dokter is.
Taggart hoort van Steve dat hij zich pertinent wil settelen in Chicago en dit zorgt ervoor dat zij Chicago wil verlaten met Alex om zo te ontsnappen aan Steve. Dr. Kovac wordt dan gebeld door Alex over haar plannen, hij probeert haar nu tevergeefs over te halen om te blijven.

## Rolverdeling

### Hoofdrollen
- Noah Wyle - Dr. John Carter
- Maura Tierney - Dr. Abby Lockhart
- Mekhi Phifer - Dr. Gregory Pratt
- Alex Kingston - Dr. Elizabeth Corday
- Goran Višnjić - Dr. Luka Kovac
- Ming-Na - Dr. Jing-Mei Chen
- Parminder Nagra - Dr. Neela Rasgrota
- Laura Innes - Dr. Kerry Weaver
- Bruce Jarchow - Dr. Hammond
- Linda Cardellini - verpleegster Samantha 'Sam' Taggart
- Oliver Davis - Alex Taggart
- Laura Cerón - verpleegster Chuny Marquez
- Deezer D - verpleger Malik McGrath
- Kyle Richards - verpleegster Dori
- Lyn Alicia Henderson - ambulancemedewerker Pamela Olbes
- Demetrius Navarro - ambulancemedewerker Morales
- Michelle Bonilla - ambulancemedewerker Christine Harms
- Emily Wagner - ambulancemedewerker Doris Pickman
- Troy Evans - Frank Martin

### Gastrollen (selectie)
- Cole Hauser - Steve Curtis
- Bill Macy - Richard Gould
- Cynthia Ettinger - Linda Pryor
- Petrea Burchard - rechter Amoroso
- James Earl - Elgin Gibbs
- Allan Kolman - Ed Minyard
- John Prosky - Mr. Brooks
- Sam Sarpong - Antwan
- Renée Victor - Florina Lopez